# Flávia Jannuzzi
Flávia Jannuzzi é jornalista, repórter e apresentadora de televisão brasileira.
Formada em jornalismo pela Pontifícia Universidade Católica do Rio de Janeiro, reconhecida nas ruas a repórter muitas vezes se torna alvo de colunas sociais e até mesmo é vaiada durante reportagens sobre movimentos sociais pouco simpáticos a sua emissora.
Dentre as reportagens que fez, destacam-se a cobertura do massacre em Realengo, a tragédia em Nova Friburgo, a greve dos caminhoneiros onde foi hostilizada durante entradas ao vivo e as inúmeras coberturas dos Desfiles das Escolas de Samba do Rio de Janeiro. A repórter já foi apresentadora, comandando o quadro Diversão e Arte do RJTV. Trabalhou na EPTV de Campinas e apresentou programas de cultura e o RJTV na TV Rio Sul, além de representar a emissora de Resende, no sul do estado, em inúmeras matérias do Jornal Nacional.

## Livros
- Fluxo de caixa em risco: diferentes métodos de estimação testados no setor siderúrgico brasileiro - em parceria com Fernanda Finotti Cordeiro, Leandro Berbet e Danilo Medeiros.[8]